# Charlotta Säfvenberg
Charlotta Säfvenberg, född 7 oktober 1994, är en svensk skidåkare. Hon tävlar i alla discipliner, men hennes styrkor är slalom och storslalom. 

## Biografi
Säfvenberg kommer från Umeå i Västerbottens län. Hon tävlade i sitt första FIS-lopp i Tärnaby den 20 november 2010. Bara en dag senare tog hon också sin första seger på denna nivå. Hon vann sedan ytterligare två FIS-lopp under sin första säsong. I december 2010 deltog Säfvenberg i sina första tävlingar i europacupen, initialt utan någon större framgång. Vid European Youth Olympic Festival 2011 i Liberec vann hon guld i slalom. Under säsongen 2011/2012 vann hon flera FIS-lopp, men tog inga poäng i Europacupen. 
Säfvenberg förbättrade kraftigt sina resultat i europacupen säsongen 2012/2013. Efter en sjunde plats den 25 november 2012 i Vemdalen (där hon tog poäng för första gången), slutade hon trea i slalom en dag senare. Hon hade sin VM- debut den 29 december 2012 i Semmering, där hon landade på en 42:a plats i slalom. Den 19 januari 2013 tog hon sin första slalomseger i ett europalopp i Schruns. Vid Junior-VM i Québec vann hon lagtävlingen. Med en andraplats den åttonde mars 2013 i Lenggries, säkrade hon andra plats i slalomdisciplinen i europacupen.
Säfvenberg tog sina första VM-poäng den 16 november 2013 när hon hamnade på 14:e plats i slalom i finska Levi. Vid Junior-VM 2014 tog hon silver i slalom. Hennes bästa VM-resultat hittills är 10:a i slalom i Flachau den 13 januari 2015. 

## Meriter

### Världsmästerskap
- Är 2019: 5. Lagtävling, 14. slalom

### VM
- 2 platser i topp tio

### VM-rankningar
| Säsong  | Totalt    | Totalt | Slalom | Slalom |
| Säsong  | Placering | Poäng  | Plats  | Poäng  |
| ------- | --------- | ------ | ------ | ------ |
| 2013/14 | 79:e      | 44     | 27:e   | 44     |
| 2014/15 | 66:e      | 71     | 23:e   | 71     |
| 2017/18 | 110:e     | 15     | 45:e   | 15     |
| 2018/19 | 67:e      | 72     | 25:e   | 72     |

### Europacupen
- Säsong 2012/13: 2:a slalomklassificering
- Säsong 2017/18: 4:e slalomklassificering
- Säsong 2018/19: 5. slalomklassificering
- 9 pallplaceringar, inklusive 4 segrar:

| Datum            | Plats       | Land      | Disciplin |
| ---------------- | ----------- | --------- | --------- |
| 19 januari 2013  | Schruns     | Österrike | Slalom    |
| 5 februari 2015  | San Candido | Italien   | Slalom    |
| 17 februari 2018 | Bad Wiessee | Tyskland  | Slalom    |
| 18 februari 2018 | Bad Wiessee | Tyskland  | Slalom    |

### Junior-VM
- Roccaraso 2012: 49. storslalom
- Quebec 2013: 1. lagtävling
- Jasná 2014: 2. slalom
- Hafjell 2015: 14. storslalom

### Övrigt
- 25 segrar i FIS-lopp
- European Youth Olympic Festival 2011: 1. slalom, 9 storslalom